# Dálnice 41 (Izrael)
Dálnice 41, přesněji spíš Silnice 41 (hebrejsky: 41 כביש, Kviš 41) je krátké silniční spojení jen částečně dálničního typu (v celé trase vícečetné jízdní pruhy, ovšem většinou s úrovňovými křižovatkami) v jižní části centrálního Izraele.
Vychází z ašdodského přístavu a je hlavní dopravní tepnou napojující tento přístav na izraelskou silniční síť. Pak směřuje k východu podél severního okraje města Ašdod. Dále prochází hustě osídlenou a zemědělsky využívanou pobřežní nížinou. U města Gedera ústí do severojižní dálnice číslo 40. Dál k východu pak pokračuje nově zbudovaná dálnice číslo 7.